# АЭС Штаде
Атомная электростанция Штаде (нем. Kernkraftwerk Stade) — атомная электростанция в Германии мощностью 672 М Вт. АЭС эксплуатировалась с 1972 по 2003 год в песках Штаде у места впадения реки Швинге в Эльбу. Атомная электростанция Штаде — первая АЭС, которая была закрыта после начала отказа от ядерной энергетики в Германии и которая находится сейчас на 4 этапе демонтажа (сноса остаточных загрязнённых частей установок, подтверждение отсутствия заражения, освобождение оставшихся структур от надзора правовых организаций, ответственных за ядерную энергетику).

АЭС Штаде лежит на южном берегу Эльбы на земельных угодьях ганзейского города Штаде в Нижней Саксонии, около 30 км западнее Гамбурга возле также закрытой и уже демонтированной электростанции Шиллинг. АЭС была оснащена легководным водо-водяным ядерным реактором.

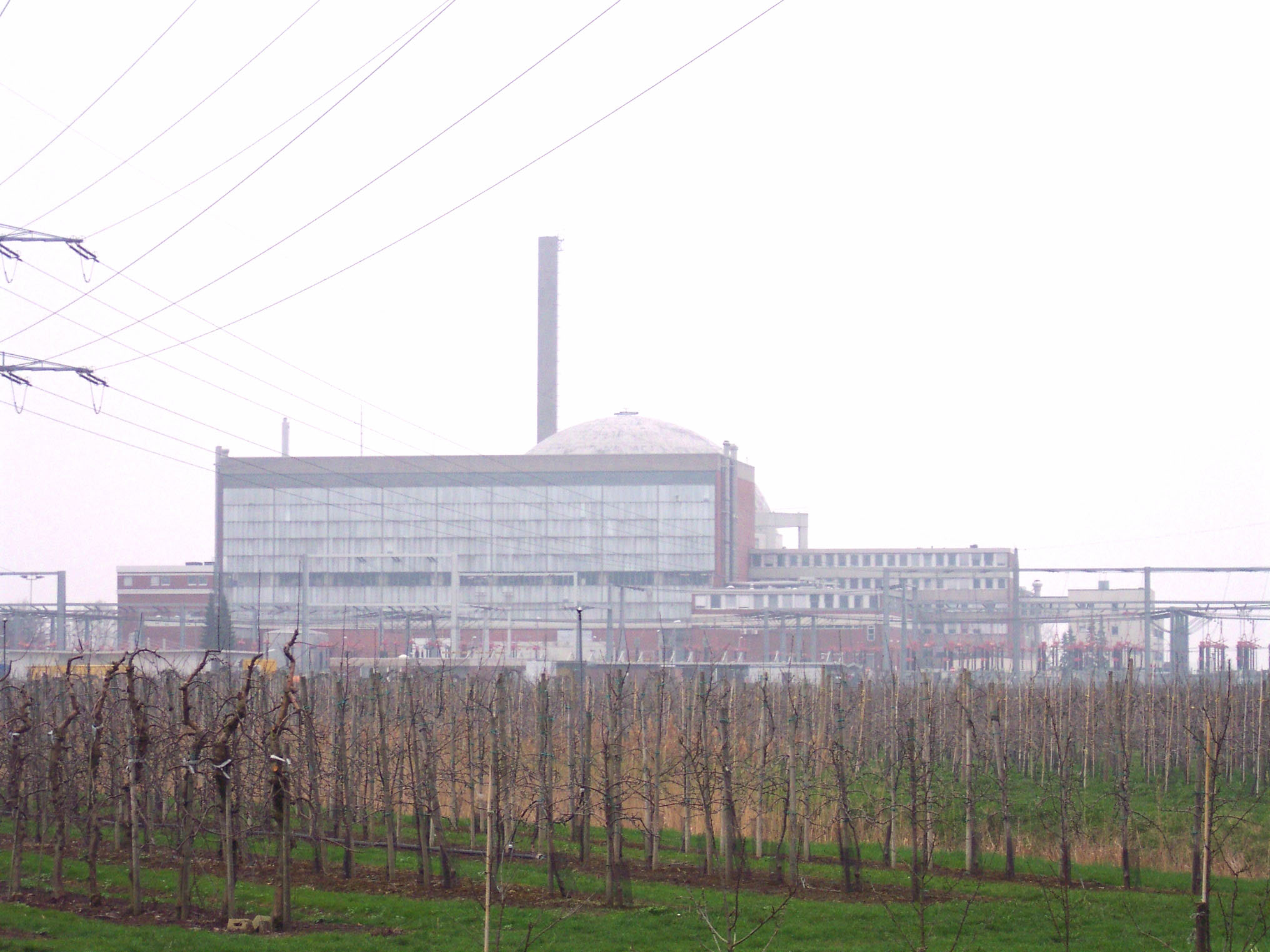
Вид АЭС Штаде
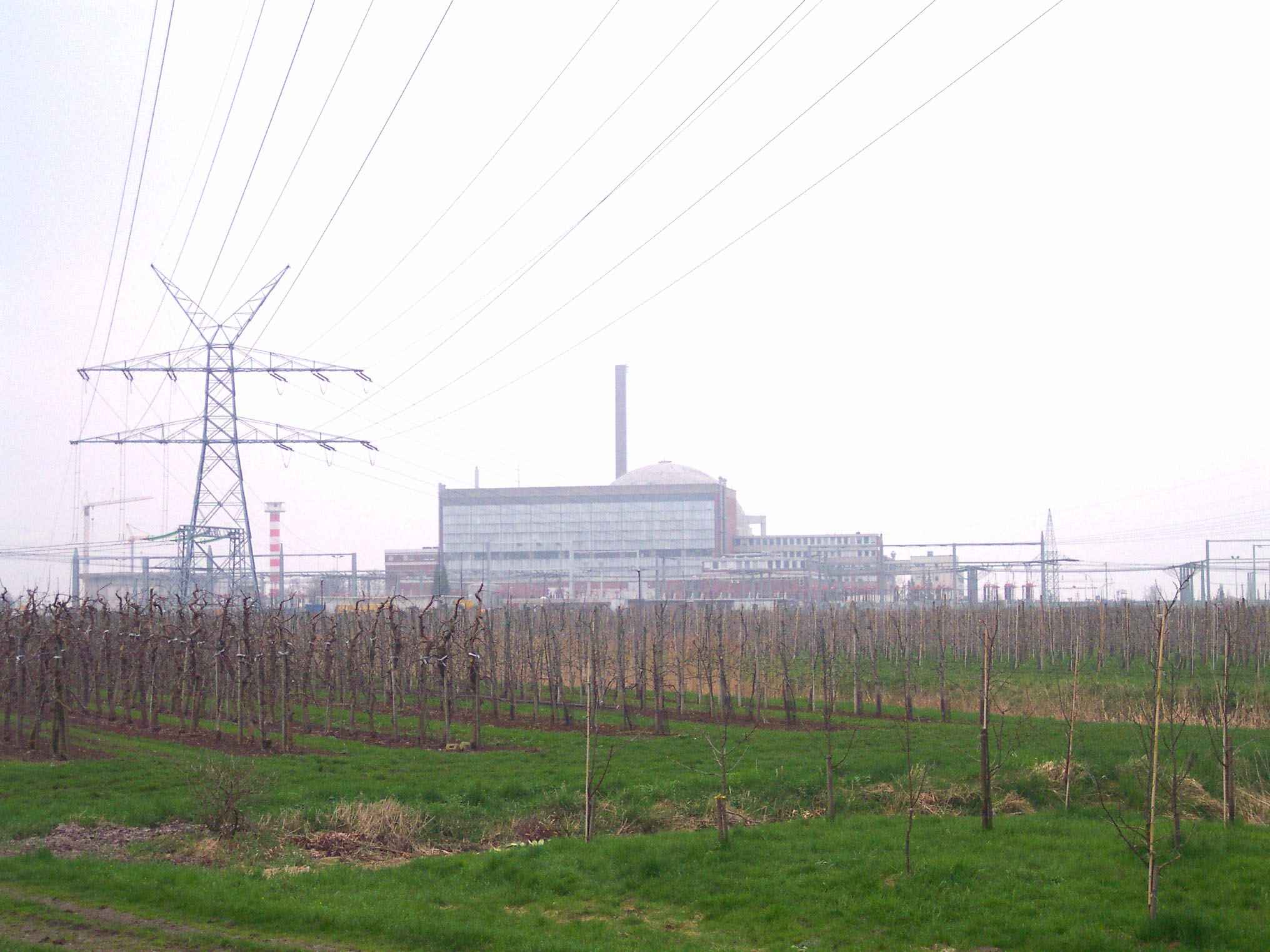
Иннфраструктура
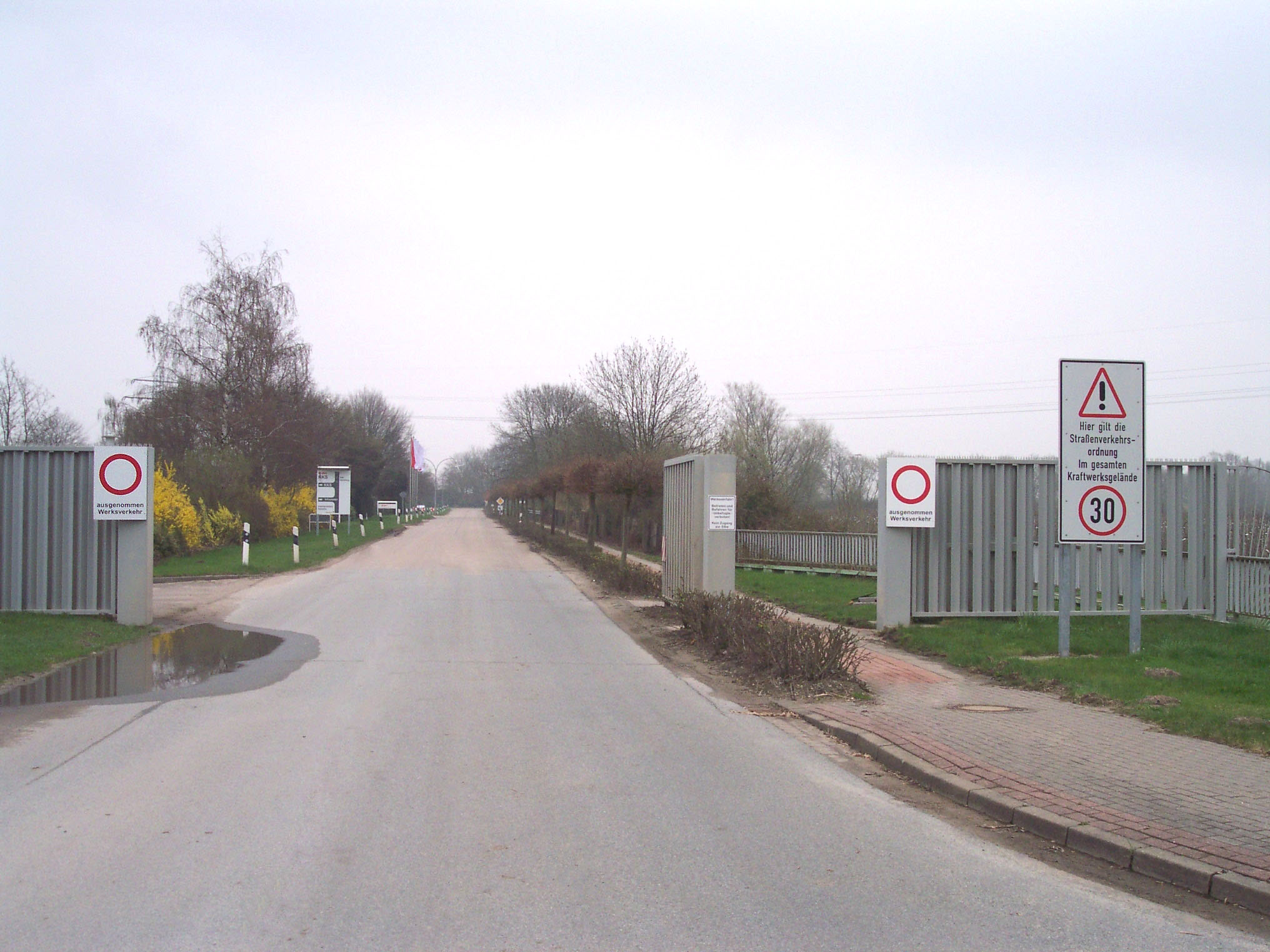
Въезд в АЭС
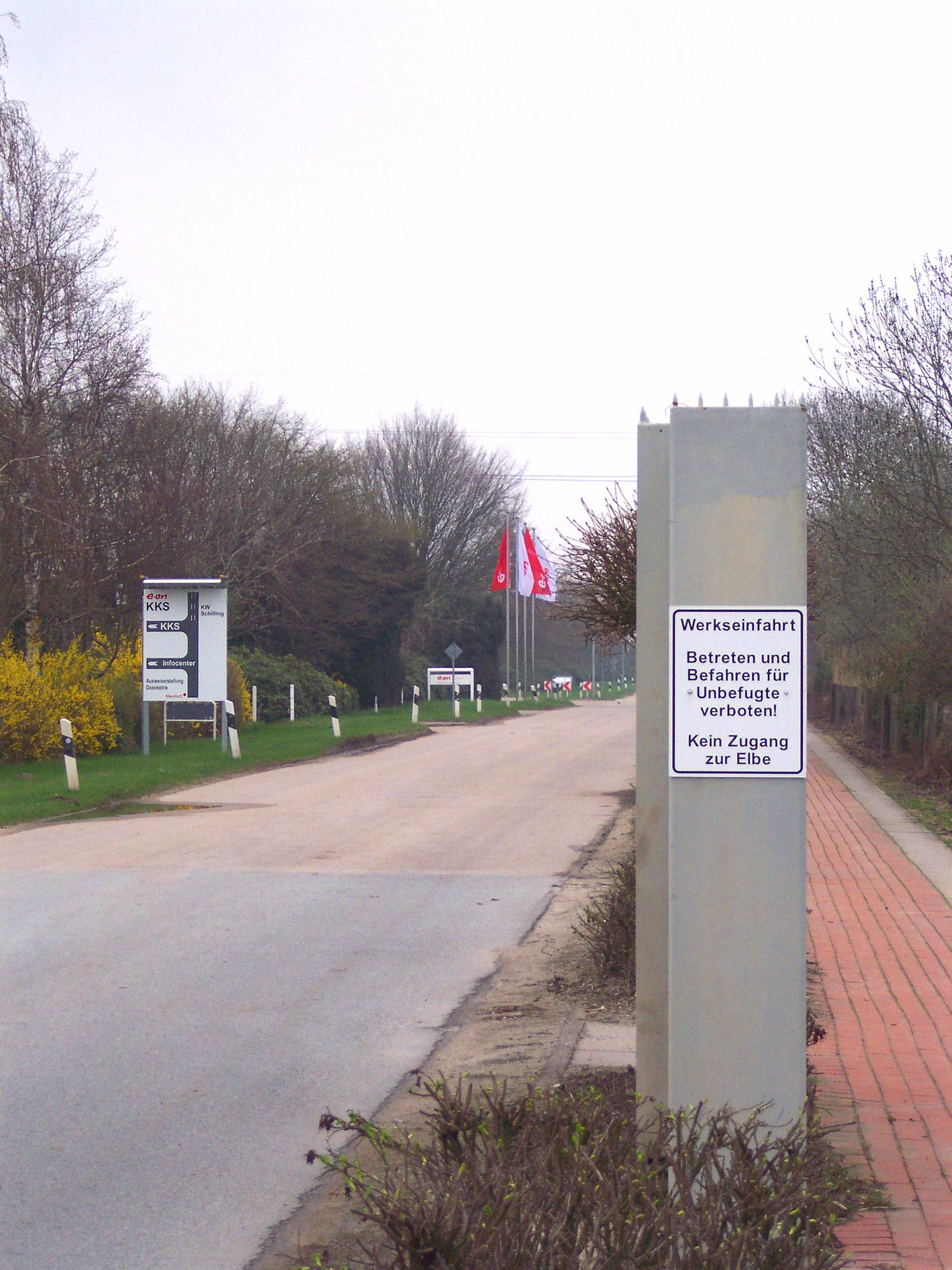
Таблички «вход воспрещен» при входе в АЭС
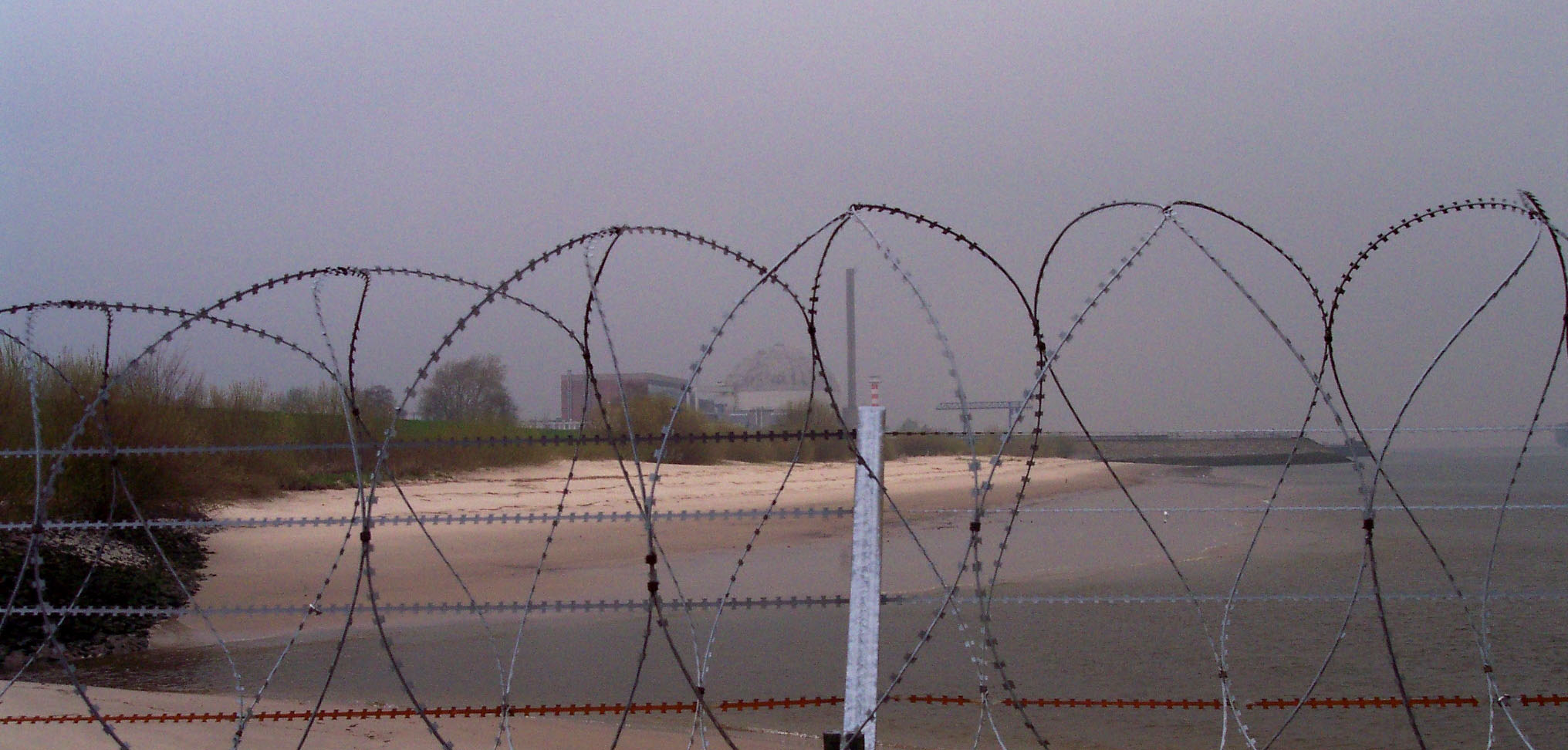
Ограждения АЭС из колючей проволоки

## Данные энергоблока
АЭС имеет один энергоблок:
| Энергоблок  | Тип реактора                       | Нетто- мощность | Брутто- мощность | Начало строительства | Синхронизация с электросетью | Коммерческая эксплуатация | Закрытие   |
| ----------- | ---------------------------------- | --------------- | ---------------- | -------------------- | ---------------------------- | ------------------------- | ---------- |
| Stade (KKS) | Водо-водяной ядерный реактор (PWR) | 640 MВт         | 672 MВт          | 01.12.1967           | 29.01.1972                   | 19.05.1972                | 14.11.2003 |